# Resolutie 406 Veiligheidsraad Verenigde Naties
Resolutie 406 van de Veiligheidsraad van de Verenigde Naties werd op 25 mei 1977 zonder stemming unaniem aangenomen. De resolutie vroeg de VN-lidstaten om Botswana de economische hulp te verschaffen die na een onderzoeksmissie naar dat land nodig bleek te zijn.

## Achtergrond
Aan het illegaal verklaarde regime van Zuid-Rhodesië waren sancties opgelegd. Toen die sancties door 's lands buurlanden, waaronder Botswana, effectief werden gemaakt begon Zuid-Rhodesië deze buurlanden te provoceren en voerde er aanvallen op uit. Om de economische keerzijde van de sancties op te vangen kregen verschillende buurlanden van Zuid-Rhodesië steun toegezegd.

## Inhoud
De Veiligheidsraad:
- Herinnert aan resolutie 403.
- Neemt nota van de brief van secretaris-generaal Kurt Waldheim aan alle landen.
- Herinnert verder aan de resoluties 232 en 253 die bepaalden dat de situatie in Zuid-Rhodesië de internationale vrede en veiligheid bedreigt.
- Heeft het rapport van de missie naar Botswana bestudeerd.
- Heeft de verklaring van de Botswaanse Minister van Buitenlandse Zaken gehoord over de voortgezette aanvallen en provocaties tegen Botswana door het illegale racistische regime in Zuid-Rhodesië.
- Is ervan overtuigd dat internationale solidariteit met Botswana essentieel is om de kwestie op te lossen.

1. Steunt Botswana's inspanningen om zijn soevereiniteit, territoriale integriteit en onafhankelijkheid te vrijwaren.
2. Waardeert dat de secretaris-generaal de missie naar Botswana regelde om de benodigde hulp in te schatten.
3. Is tevreden over het rapport van de missie.
4. Onderschrijft de inschatting en aanbevelingen van de missie.
5. Onderschrijft verder de oproep van de secretaris-generaal om Botswana dringend de nodige hulp te verschaffen.
6. Verwelkomt dat de secretaris-generaal een speciale rekening opende voor de bijdragen voor Botswana.
7. Vraagt de VN en de VN-organisaties om Botswana hulp te verlenen op de in het rapport van de missie aangehaalde punten.
8. Vraagt de secretaris-generaal om de hulp aan Botswana te volgen en de Veiligheidsraad op de hoogte te houden.
9. Besluit om op de hoogte te blijven.

## Verwante resoluties
- Resolutie 388 Veiligheidsraad Verenigde Naties
- Resolutie 403 Veiligheidsraad Verenigde Naties
- Resolutie 409 Veiligheidsraad Verenigde Naties
- Resolutie 411 Veiligheidsraad Verenigde Naties

Lijst ·  403 ·  404 ·  405 ·  406 ·  407 ·  408 ·  409 ·  410 ·  411 ·  412 ·  413 ·  414 ·  415 ·  416 ·  417 ·  418 ·  419 ·  420 ·  421 ·  422